# Château Brane-Cantenac
Koordinaten: 45° 1′ 26,2″ N, 0° 40′ 25,3″ W
Château Brane-Cantenac ist ein Weingut bei Bordeaux und wurde in der Klassifikation von 1855 als Deuxième Cru Classé gewertet. Es liegt im Ortsteil Cantenac der Gemeinde Margaux und ist Teil des Weinbaugebiets Margaux. Das Gut umfasst eine Größe von 90 Hektar, wovon 75 Hektar bestockt sind.

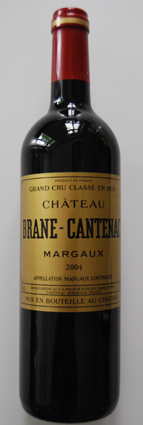
Château Brane-Cantenac 2004

## Wein
Das Durchschnittsalter der Reben auf Brane-Cantenac liegt bei 35 Jahren. Die Bestockung ist klassisch mit den Rebsorten Cabernet Sauvignon (55 %), Merlot (40 %), Cabernet Franc (4,5 %) und Carmenère (0,5 %). Es wird ein durchschnittlicher Ertrag von 45 hl/ha erzielt. Die Weine reifen ca. 18 Monate in Barriques, die jährlich zu 60 bis 70 Prozent erneuert werden.
Der Zweitwein von Château Brane-Cantenac heißt Baron de Brane. Dieser Wein reift 12 Monate in Barriques, die jährlich zu 35 % erneuert werden.

## Geschichte
Ursprüngliche Rebparzellen waren lange unter dem Namen Gorce bekannt. Im Jahr 1820 übernahm Baron de Brane diese Parzellen und fügte diesen Flächen sukzessive weitere Parzellen hinzu. Das Weingut taufte er 1843 auf den Namen Brane-Cantenac. Um sich dem Aufbau dieses Gutes voll zu widmen, verkaufte er im Jahr 1833 sein Weingut Brane-Mouton an die Bankiers-Familie Rothschild.
Im Jahr 1920 wurde das Gut von der Familie Lurton übernommen, die in Margaux später auch das Château Durfort-Vivens übernahmen. Jetziger Verwalter ist Henri Lurton, der das Gut 1992 von seinem Vater Lucien übernahm. Kellermeister ist Christophe Capdeville.